# سوزانا لويد
سوزانا لويد (بالإنجليزية: Suzanne Lloyd)‏ (و. 1934 – م) هي ممثلة، من كندا، ولدت في تورونتو.

## وصلات خارجية
- سوزانا لويد على موقع IMDb (الإنجليزية)
- سوزانا لويد على موقع ألو سيني (الفرنسية)
- سوزانا لويد على موقع تيرنر كلاسيك موفيز (الإنجليزية)
- سوزانا لويد على موقع أول موفي (الإنجليزية)
- سوزانا لويد على موقع قاعدة بيانات برودواي على الإنترنت (الإنجليزية)
- سوزانا لويد على موقع قاعدة بيانات الأفلام السويدية (السويدية)
- سوزانا لويد على موقع قاعدة بيانات الفيلم (الإنجليزية)
- سوزانا لويد على موقع كينوبويسك (الروسية)